# Скаченко Сергій Вікторович
Сергі́й Ві́кторович Скаче́нко (* 18 листопада 1972, Павлодар, Казахська РСР, СРСР) — радянський та український футболіст, нападник, відомий виступами за низку українських та іноземних футбольних клубів, а також за збірну України. Нині — футбольний тренер.

## Клубна кар'єра
Футбольну кар'єру розпочав 1989 року виступами за команду «Трактор» з рідного Павлодара, за два роки спробував сили у харківському «Металісті», а протягом 1992—1993 грав за московське «Торпедо».
Наступні три сезони провів, виступаючи у Вищій лізі чемпіонату України, спочатку за шепетівський «Темп», а протягом 1994—1996 років — за київське «Динамо». У ці роки набув громадянство України та почав залучатися до лав збірної України.
Після скандальної дискваліфікації «Динамо» у Лізі чемпіонів 1995 року керівництво клубу почало поступовий розпродаж гравців і Скаченка за 500 тисяч доларів віддали в дорічну оренду в Південну Корею, де протягом 1996—1997 рр. він захищав кольори «Анян LG Чітас», з якого перейшов в «Чоннам Дрегонз». Протягом 1998—1999 років знову виступав за московське «Торпедо», грою в якому привернув увагу тренерів західноєвропейських клубів.
1999 року уклав з французьким «Мецом» контракт, який діяв до 2003. Протягом цього періоду значний час провів в оренді в інших командах — швейцарських «Ксамаксі» та «Аарау», японському клубі «Санфречче» з Хіросіми.
Після завершення контракту з «Мецем» повернувся до України, де тренувався з «Металургом» (Запоріжжя), провів дві гри у складі львівських «Карпат», однак на заваді продовження кар'єри в Україні завадили рецидиви численних травм. 
Завершив ігрову кар'єру у 2005—2006 в азербайджанському клубі Туран з міста Товуз.

## Виступи за збірну
У складі національної збірної України дебютував 25 травня 1994 року у матчі проти збірної Білорусі (перемога 3:1). Загалом протягом 1994 року провів за збірну 4 гри. Наступного разу отримав виклик до головної команди України лише 1998 року. З приходом 2000 року на позицію головного тренера збірної Валерія Лобановського перестав залучатися до матчів збірної. Останні дві гри в її складі провів уже 2002 року, коли Лобановського на тренерському містку збірної змінив Леонід Буряк. Усього протягом 1994—2002 років за збірну України зіграв 17 матчів, забив 3 голи.
| №  | Дата           | Місце         | Противник | Рахунок | Результат | Змагання          |
| -- | -------------- | ------------- | --------- | ------- | --------- | ----------------- |
| 1. | 19 серпня 1998 | Київ, Україна | Грузія    | 4-0     | перемога  | товариська        |
| 2. | 5 вересня 1998 | Київ, Україна | Росія     | 3-2     | перемога  | відбір до ЧЄ 2000 |
| 3. | 14 жовтня 1998 | Київ, Україна | Вірменія  | 2-0     | перемога  | відбір до ЧЄ 2000 |

## Тренерська кар'єра
Після завершенні ігрової кар'єри оселився в Москві, півтора року обіймав посаду тренера у футбольній школі місцевого «Торпедо».

## Досягнення
- Дворазовий чемпіон України: 1994—1995, 1995—1996;
- Володар Кубка України 1995—1996;
- Чемпіон Південної Кореї;
- Володар Кубка Південної Кореї;
- 1999 року обирався до переліку «33 найкращі футболісти України» за версією газети «Команда»;